# William Cattley
William Cattley (1788 - 1835) fue un comerciante y horticultor inglés.

## Biografía
Estuvo involucrado de manera significativa con el comercio entre Gran Bretaña y Rusia, incluida la importación de grano (genéricamente llamado "maíz") a Inglaterra. También coleccionaba, y había otros que recogían en su nombre, plantas de lugares en todo el mundo. Él era especialmente aficionado a las orquídeas.
Cattley nació en Garlickhythe ('muelle del ajo'), Ciudad de Londres, de familia de grandes comerciantes. Muchos de los factores de Cattley eran miembros de su extensa familia, por ejemplo, su primo John Prescott dirigió las oficinas de la firma en San Petersburgo desde donde dirigió la parte rusa del comercio. Prescott era un entusiasta coleccionista de plantas, y enviaba un gran número de ellas de vuelta a Inglaterra para Cattley.
En 1818, Cattley estaba desempacando un cargamento que había recibido de Brasil. Entre los diversos materiales que encontró zarcillos que podrían ser de una, por lo que la cuidó y resultó ser una bella orquídea, que Lindley había nombrado en honor de Cattley como Cattleya labiata (la "orquídea ramillete"). El año antes William Swainson había descubierto la orquídea en la naturaleza en el estado brasileño de Pernambuco y envió un ejemplar junto con otras plantas a través de Cattley al Jardín Botánico de Glasgow.
Para ayudar con su colección Cattley habían contratado a John Lindley para dibujar, describir y catalogar las nuevas plantas en su jardín en Barnet. Cattley pagó por la publicación de la monografía de Linley sobre la digital, Digitalia Monographia, y más tarde para Collectanea Botanica (1821) de Lindley, un catálogo de la colección de plantas de Cattley. Sin embargo, después de 1821 debido a diversos reveses económicos, Cattley ya no fue capaz de pagar a Lindley un salario.
William Cattley murió en su casa, "Cattley Close", en Barnet el 8 de agosto de 1835. Una placa azul se ha colocado en la casa que dice: William Cattley, Botánico, 1788-1835, vivió en esta casa.
- La abreviatura «Cattley» se emplea para indicar a William Cattley como autoridad en la descripción y clasificación científica de los vegetales.[11]